# Sahar Jalifa
Sahar Jalifa (en árabe سحر خليفة, en hebreo סחר ח'ליפה, en inglés Sahar Khalifeh) es una escritora palestina nacida en Nablus, Cisjordania, en 1942. 
Tras estudiar en la Universidad de Birzeit, se le concedió una beca Fulbright para estudiar en los Estados Unidos. Allí obtuvo un máster en literatura inglesa en la Universidad de Carolina del Norte en Chapel Hill, y un doctorado en la Universidad de Iowa, antes de regresar a Palestina donde fue Directora de Actividades Culturales y Directora de Relaciones Públicas de la Universidad de Birzeit. En 1988 fundó el Centro de Estudios Femeninos en Nablus, del que creó una rama en Gaza en 1991. Ha dirigido ambos centros durante varios años antes de dedicarse por completo a su labor de escritora.
Khalifeh publicó su primera novela en 1974, We are not your slave girls anymore, y en 1975 su novela de reconocimiento internacional Cactus. Sus obras han sido traducidas a varios idiomas, entre otros al hebreo, inglés, francés, alemán, italiano y ruso.

## Premios y reconocimientos
- Premio Alberto Moravia en 1996.
- Premio Qasim Amin de literatura femenina en 1999.
- Premio Naguib Mahfouz en 2006.